# Palazzo Moncada (Caltanissetta)
Palazzo Moncada (noto anche come palazzo Bauffremont) è un palazzo storico di Caltanissetta, appartenuto alla famiglia Moncada del ramo dei principi di Paternò.

## Storia e descrizione

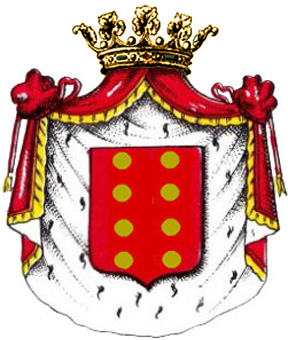
Lo stemma dei Moncada

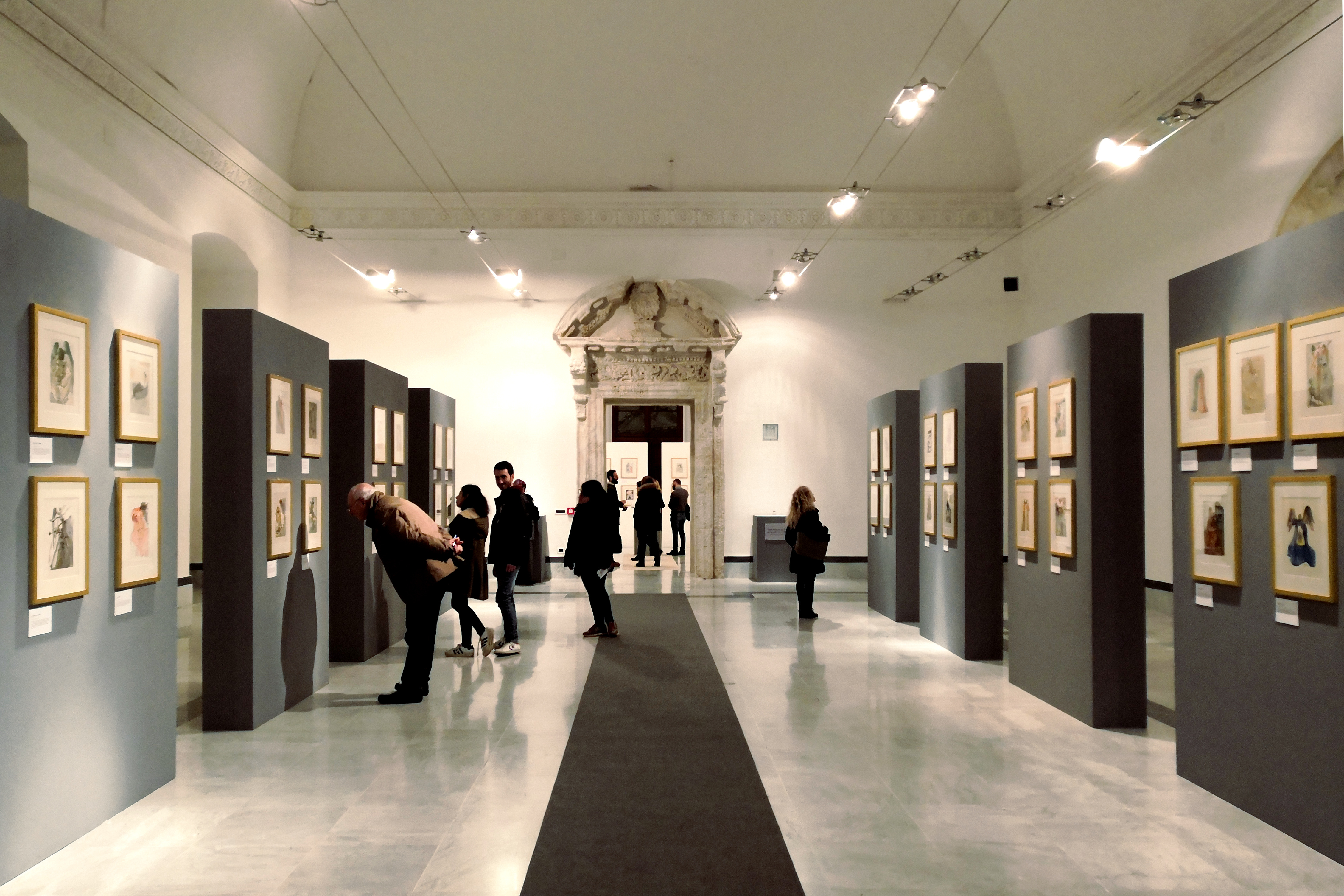
Mostra temporanea in una sala della Galleria civica d'arte, all'interno del palazzo Moncada

Sorse attorno al 1651 per volontà del principe Luigi Guglielmo I Moncada, feudatario anche della contea nissena, su progettazione dell'architetto palermitano Carlo D'Aprile. I lavori per la sua realizzazione iniziarono nel 1625, ma si interruppero a causa delle vicissitudini politiche siciliane che riguardarono lo stesso principe di Paternò.
Nel 1778 l'edificio divenne sede di un orfanotrofio, e dopo il 1892 ospitò la sede della Corte d'appello del Tribunale della città nissena.
Nel 1915 fu acquistato dalla principessa Maria Giovanna di Bauffremont, la quale lo privò del suo uso residenziale e vi fece costruire un'ampia sala con galleria in stile liberty, che fu adibita alla rappresentazione di spettacoli teatrali. Nel 1938 il palazzo fu acquistato dalla famiglia Trigona della Floresta ed in seguito adibito, con la costruzione di una sala all'interno del cortile, alla rappresentazione di spettacoli cinematografici e teatrali, con il nome di cineteatro "Trieste". Tuttora ottempera a questo ruolo, ma dal 2009 il nome di cineteatro "Bauffremont" è stato sostituito con multisala "Moncada".
Costruito in stile architettonico barocco con influssi rinascimentali, il palazzo ha pianta quadrangolare, è elevato su tre livelli ed occupa un ampio isolato. Il prospetto si presenta incompleto, in particolare nel piano nobile.
Una parte dell'edificio che si affaccia su largo Barile, passò sotto la proprietà del comune dopo gli anni settanta, ed ospita gli uffici comunali. Dal 2010 sono inoltre aperte nuove sale dell'edificio adibite a galleria d'arte, per ospitare mostre di vario genere ed eventi estemporanei. Qui sono presenti due mostre permanenti: una sugli antichi signori di Caltanissetta, i Moncada appunto, e l'altra dedicata al grande scultore nisseno Michele Tripisciano e al suo museo.